# Уикс, Джон Уингейт
Джон Уингейт Уикс (англ. John Wingate Weeks; 11 апреля 1860 — 12 июля 1926) — американский политик.
Член Палаты представителей США от штата Массачусетс (1905—1913), член Сената США от того же штата (1913—1919), видный деятель Республиканской партии. В 1921—1925 гг. в правительстве президента Хардинга Уикс занимал пост военного министра, занимаясь, не в последнюю очередь, вопросами сокращения военного ведомства в связи с завершением Первой мировой войны.
Сын Уикса Синклер Уикс был министром торговли в администрации президента Эйзенхауэра.